# Verdienstmedaille für das Personal der Handelsschiffahrt
Die Verdienstmedaille für das Personal der Handelsschiffahrt wurde zunächst ohne Medaille nur als Bandorden am 17. Januar 1918 durch König Viktor Emanuel III. von Italien gestiftet. Die Verleihung erfolgte an das Personal der italienischen Handelsschiffahrt, um die Leistungen auf See während des Ersten Weltkrieges zu würdigen. 1923 wurde zu dem Band eine Medaille hinzugestiftet, die gleich mit der Erinnerungsmedaille an den italienisch-österreichischen Krieg ist. Das Band zeigt fünf weiße, gleich breite senkrechte Mittelstreifen auf blauer Grundfarbe. Getragen wurde die Medaille an der linken oberen Brustseite.